# 街頭強迫推銷
街頭強迫推銷是发生在街头的，以慈善、爱心、宗教为名的强迫式推销和募捐，有時是擁有組織性的，往往是一种欺骗和犯罪行为。

## 概要
在臺灣的街頭上經常發生一種強迫式推銷亂象。此一現象通常發生在人潮眾多的火車站、捷運站、鬧區商圈等地；這些地方經常會有學生樣貌似一副楚楚可憐的學生青少年，強攔路人推銷販賣物品，造成路過民眾困擾。他們往往在鎖定落單者，一開始裝客氣、裝熟握手，接著以「參賽」、「公益」、「參與問卷填寫」等名義，請對方為他們「加油」、「填寫問卷」等，販售「愛心筆」、「錢包」、「鑰匙圈」、「口香糖」、「飲料」等商品，甚至拿出商品塞到民眾手中，如果被拒絕就會使出苦肉計、裝可憐，聲稱賣不完回去會挨罵。，有時民眾拒絕購買，甚至會受到暴力對待。
這些推銷者通常宣稱自己是設計系的學生，為了學業或公益用途而推銷自己設計的商品，並高額販售，事實上這些商品通常是從中國大陸大量進口的一般商品，而這些青少年大多是被行銷集團僱用。臺灣作家九把刀痛斥類似事件，並提供自己曾經上當受騙的經驗，希望有不良動機的人能停止濫用愛心的行為。
在中國大陆也有多个地方曾经发生假尼姑在街头募款的事情。她们往往用廉价的佛教物品赠送给行人，趁机搭讪进而要求捐助。同样事件也在国外发生。

## 參看
- 高價畫作詐騙術
- 戀愛推銷法
- 高中經典文化教材